# Monacair
Monacair es una compañía monegasca de helicópteros con base en el Helipuerto de Mónaco, Mónaco. La compañía ofrece diversos servicios, como traslados regulares en helicóptero entre el aeropuerto de Niza-Costa Azul y Mónaco, vuelos privados y experiencias de lujo, excursiones en helicóptero, así como servicios de mantenimiento, gestión y manejo de helicópteros.
Por nombramiento de Alberto II, Príncipe de Mónaco, la compañía también proporciona transporte a la Familia Principesca de Mónaco, al Gobierno de Mónaco y a varios Jefes de Estado que visitan el Principado.

## Historia
Monacair fue fundada en 1988 por Stefano Casiraghi. En la actualidad, los accionistas mayoritarios son sus hijos Pierre y Andrea Casiraghi, sobrinos de Alberto II, Príncipe de Mónaco.
Desde 1999, la compañía es proveedor oficial de S.A.S. el Príncipe Soberano de Mónaco, Alberto II.
En 2015, la aerolínea firmó un pedido en firme de 6 aeronaves Airbus Helicopters H130 para su entrega entre diciembre de 2015 y mayo de 2016.
El 1 de enero de 2016, el Gobierno Principesco de Mónaco asignó a Monacair la explotación exclusiva del servicio regular de transbordo entre el aeropuerto de Niza Costa Azul y Mónaco.
Desde 2016, Monacair ha realizado diferentes acuerdos de colaboración con varias compañías aéreas como Air France, KLM, HOP!, Air Corsica y Emirates, permitiendo a los pasajeros disfrutar de servicios de facturación y entrega de tarjetas de embarque en Mónaco para retrasar su hora de salida del Principado a tan solo una hora antes de la hora límite de embarque en el Aeropuerto de Niza Costa Azul.
A raíz de estos acuerdos interlíneas, Monacair se ha convertido en un socio habitual de la Autoridad de Turismo y Congresos de Mónaco, de las instituciones locales y de las grandes ferias y congresos, ya que sus servicios regulares de transbordo permiten un traslado más fácil entre el aeropuerto de Niza y el Principado.
En 2022, Monacair fue adquirida por la compañía estadounidense Blade Air Mobility. Esta compra reforzó la presencia de Blade en el mercado europeo de transporte aéreo, con la posibilidad de integrar aviones eléctricos verticales en el futuro. Damien Mazaudier, director de Monacair, se unió al equipo directivo de Blade.

## Servicios
Desde enero de 2016, Monacair es el operador oficial y único monegasco de la Línea Regular entre Mónaco y el Aeropuerto Internacional de Niza Costa Azul. La compañía opera más de 40 vuelos diarios, programados cada 15 minutos. Con base en el helipuerto de Mónaco y en todas las terminales del aeropuerto de Niza Costa Azul, Monacair ofrece una amplia gama de servicios en el sector del helicóptero:
- Gestión de helicópteros, incluidos asesoramiento, alojamiento, pilotos, repostaje y mantenimiento.
- Vuelos chárter privados a todos los destinos.
- Control de pasajeros, incluido embarque/desembarque y manipulación de equipajes.
- Gestión de tripulaciones para helicópteros privados sin base.
- Control de helicópteros.

En septiembre de 2015, poco después de que Monacair ganara la licitación del Gouvernement Princier de Monaco, se realizó un pedido de seis helicópteros monomotores H130 totalmente nuevos, equipados con troncos ampliados. La entrega se recibió entre diciembre de 2015 y finales de abril de 2016. Estos helicópteros están climatizados y se utilizan sobre todo para los transbordos de las líneas regulares: Mónaco-Niza y Niza-Mónaco.

## Flota
La flota de Monacair está compuesta por helicópteros monomotores y bimotores (2012 a 2016), que en parte son propiedad de la propia aerolínea y en parte pertenecen a propietarios privados que recurren a Monacair por sus capacidades de gestión. Entre los cuales:
- AgustaWestland AW109SP

- Eurocopter AS365 DauphinN3
- Airbus Helicopters EC 155 B1
- Eurocopter EC130
- AgustaWestland AW 139
- Airbus Helicopters EC 135
- Airbus Helicopters H 175
- Airbus Helicopters AS 350 B2+
- Airbus Helicopters AS 350 B2